# Horton Kirby and South Darenth
Horton Kirby and South Darenth är en civil parish i grevskapet Kent i sydöstra England. Den ligger i distriktet Sevenoaks och utgörs av orterna Horton Kirby samt South Darenth. Civil parishen hade 3 442 invånare vid folkräkningen år 2021.